# Her Sweetest Memory
Her Sweetest Memory è un cortometraggio muto del 1913 diretto da L. Rogers Lytton.

## Trama
L'argomento del giorno tra le ragazze dell'Eagle Lunch Room è il ballo organizzato dall'associazione camerieri. Sola Mary Francis sembra non essere interessata a parteciparvi anche se tutte le dicono di prendere il biglietto del ballo. Il giorno dopo, all'ora di pranzo, Mary distrattamente consegna a Philip Marston, un cliente abituale, invece che il tagliando per il pranzo, quello del ballo. Lui le fa notare l'errore e lei si confonde. Si confida con lui e gli dice che non può partecipare alla serata perché non ha un cavaliere. Lui, un ricco giovanotto, agente di Borsa, è intenerito dalla ragazza e si offre di accompagnarla.
Adesso il grande problema è quello di trovare qualcosa da mettere. Alla pensione, sia le ragazze che la padrona di casa aiutano Mary procurandole chi il vestito, chi gli accessori e perfino i gioielli. Philip arriva a prenderla in macchina, portandole un gran bel mazzo di rose. Al ballo, Mary è così carina e aggraziata che, insieme al suo cavaliere, vince il premio per la miglior coppia. A fine serata, Philip riporta Mary a casa: per lui è stato solo un episodio che sarà presto dimenticato, per lei, rimarrà il più dolce ricordo della sua vita.

## Produzione
Il film fu prodotto dalla Vitagraph Company of America.

## Distribuzione
Distribuito dalla General Film Company, il film - un cortometraggio in una bobina - uscì nelle sale cinematografiche statunitensi il 26 giugno 1913.